# Atlante linguistico italiano
L’«Atlante Linguistico Italiano» (ALI) è una raccolta ordinata e sistematica di carte geografiche sulle quali sono riprodotte, per ogni località italiana esplorata (chiamata “punto”), le corrispondenti traduzioni dialettali di un concetto, di una nozione o di una frase, raccolte dalla viva voce dei parlanti da parte di uno o più raccoglitori. Con i suoi oltre 5 milioni di schede dialettali e con circa 9.000 fotografie etnografiche di altissimo valore documentario, costituisce una tra le più importanti imprese dialettologiche nazionali e una delle maggiori fra le consorelle pubblicate o in fase di realizzazione in Europa e nel resto del mondo.
L’Opera è realizzata a cura del Centro per l’ALI, istituto autonomo di ricerca dell’Università degli Studi di Torino in convenzione con la Società Filologica Friulana "G.I. Ascoli" di Udine. 
I primi nove volumi su un totale di 18 previsti, sono stati pubblicati dall’Istituto Poligrafico e Zecca dello Stato negli anni 1995, 1996, 1997, 1999, 2001, 2003, 2008, 2011, 2018 e 2023.
Il direttore è Matteo Rivoira.

## Storia
Il progetto dell'Atlante nasce nel 1924, sotto la direzione di Matteo Bartoli e su iniziativa della Società Filologica Friulana "G.I. Ascoli", presso l'Istituto per l'ALI annesso alla cattedra di Linguistica e Glottologia dell'Università di Torino.
Il principale raccoglitore di dati fu in questa fase Ugo Pellis, che mise insieme più di settecento inchieste sul terreno tra il 1925 e il 1940; dopo la seconda guerra mondiale fu solo nel 1952 che Benvenuto Terracini dispose l'effettuazione delle ultime raccolte, completate nel 1965.
La redazione dell'Atlante fu posta in essere solo alla fine degli anni ottanta, grazie all'impegno di Arturo Genre e Lorenzo Massobrio; la pubblicazione, ad opera dell'Istituto Poligrafico e Zecca dello Stato, è iniziata nel 1995.